# 瑪麗埃塔 (北卡羅萊納州)
瑪麗埃塔（英語：Marietta）是一個位於美國北卡羅萊納州羅伯遜縣的城鎮。

## 人口
根據2020年美國人口普查的數據，瑪麗埃塔的面積為2.89平方千米，皆為陸地。當地共有人口111人，而人口密度為每平方千米38人。